# Municipio de Mantua (Nueva Jersey)
El municipio de Mantua (en inglés: Mantua Township) es un municipio ubicado en el condado de Gloucester en el estado estadounidense de Nueva Jersey. En el año 2010 tenía una población de 15.217 habitantes y una densidad poblacional de 369,34 personas por km².

## Geografía
El municipio de Mantua se encuentra ubicado en las coordenadas 39°46′2″N 75°10′3″O / 39.76722, -75.16750.

## Demografía
Según la Oficina del Censo en 2000 los ingresos medios por hogar en el municipio eran de $58,256 y los ingresos medios por familia eran $63,391. Los hombres tenían unos ingresos medios de $46,984 frente a los $32,495 para las mujeres. La renta per cápita para la localidad era de $24,147. Alrededor del 3.6% de la población estaba por debajo del umbral de pobreza.